# Joško Lokas
Joško Lokas (8. studenoga[nedostaje izvor] 1971.) je voditelj, urednik, producent i autor. Počeo 1994. na OTV-u, na HRT-u od 1995. voditelj showa Bravo. Autor, urednik, voditelj i producent brojnih TV projekata, 1997. osmišljava kviz Upitnik, koji i vodi od 1997. do 2004. Kao autor potpisuje formate Diplomac, HNL manager, Večeras s Joškom Lokasom, 341, Dvornikovi, Mamutica, Jeopardy, Derbi, 5 minuta slave. Bavi se produkcijom (Kod Ane, Policijska patrola, Ostati živ, 20pet, Operacija Kajman, Mamutica). Za tvrtku Emotion uređuje show Ja mogu sve na RTS-u (od 2015.), kao urednik pokrenuo Kolo sreće u Srbiji 2016. Bio je autor i voditelj kviza Šifra koji se emitirao na HRT-u od 2016. do 2019. Četiri godine zaredom (od 1998.) dobitnik Večernjakove ruže za najbolje TV lice.
Od 2019. godine postaje voditelj kviza Potjera na HRT-u.

## Filmografija

### Televizijske uloge
- "Novo doba" kao Robert Dorić (2002.)
- "Luda kuća" kao Bruno Lašić Kiki (2006.)
- "Nestali" kao glas hrvatskog vojnika (2020.)